# Aktuální idealismus
Aktuální idealismus je forma idealismu, vypracována Giovanem Gentilem, podle něhož všechno jsoucno je výsledkem pohybu myslícího myšlení, které je vždy aktuální, aktivní a jeho tvořivost nesouvisí s podmínkami prostoru a času. Aktuální idealismus se vyvinul v "uzemněný" idealismus odlišný od transcendentálního idealismu Kantova i od absolutního idealismu Hegelova.